# Mesochorus insolitus
Mesochorus insolitus là một loài tò vò trong họ Ichneumonidae.